# José Mingorance Chimeno
José Mingorance Chimeno (Castro de Sanabria, 10 d'abril de 1938) fou un futbolista castellanolleonès de la dècada de 1960. Va ser un cop internacional amb la selecció espanyola.

## Trajectòria
Fou un defensa central que començà a destacar al Granada CF a finals de la dècada de 1950. El 1962 fitxà pel Córdoba CF on jugà tres temporades un total de 86 partits a primera divisió. Durant aquests anys fou un cop internacional amb Espanya. El 1965 fitxà pel RCD Espanyol de Joan Vilà Reyes. Romangué cinc temporades al club blanc-i-blau, jugant 97 partits de lliga i vuit més a la Copa de Fires. Durant aquests anys patí un descens a Segona i un ascens a Primera. El 1970 tornà al Còrdova i acabà la seva carrera al Calella CF.
Un cop retirat estigué lligat a l'equip tècnic del Granada CF. Fou entrenador assistent i primer entrenador del club de forma puntual.